# Княжекозловский переулок
Княжекозло́вский переулок — небольшая улица в Юго-Восточном административном округе Москвы, в районе Лефортово. Проходит от улицы Госпитальный Вал до Лонгиновской улицы.

## История
Переулок образован в начале XX века и в это же время получил своё название по имени домовладелицы, княгини Александры Михайловны Козловской. До середины XX века был застроен одно-двухэтажными жилыми домами, не сохранившимися до настоящего времени.

## Описание
Переулок проходит на юго-восток от Госпитального Вала до Лонгиновской улицы параллельно соседним Ухтомской улице и Крюковской улице. С западной стороны примыкает Ухтомский переулок.
Переулок застроен жилыми домами. Существующая застройка относится к 1950-1960-м гг.

## Примечательные здания
- Дом 1/14 (угол с Госпитальным Валом) — административное здание постройки 1937 г. в неоклассическом стиле.

## Транспорт
По переулку не проходит общественный транспорт. Автобусные маршруты 59 и 730 следуют параллельно по Ухтомской улице, трамвайные маршруты 32, 43, 46 — по Госпитальному Валу у начала переулка.